# Am Markt 5 (Korschenbroich)

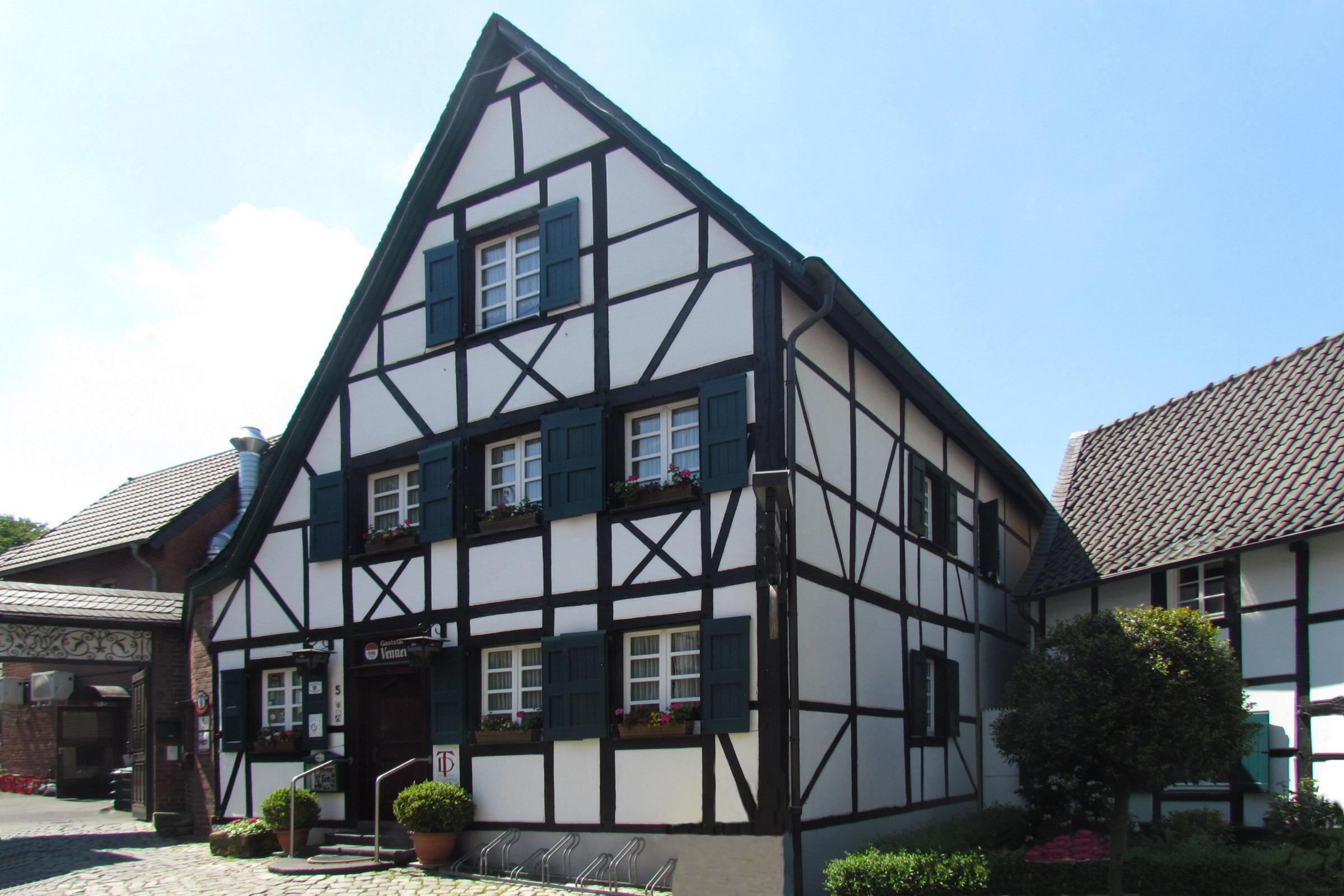
Fachwerkhaus

Das Fachwerkhaus Am Markt 5 steht im Stadtteil Liedberg in Korschenbroich im Rhein-Kreis Neuss in Nordrhein-Westfalen.
Das Gebäude wurde 1788 erbaut und unter Nr. 139 am 10. Juni 1987 in die Liste der Baudenkmäler in Korschenbroich eingetragen.

## Architektur
Bei dem Denkmal handelt es sich um ein zweieinhalb geschossiges giebelständiges Fachwerkhaus mit Satteldach aus dem Jahre 1788. Die Datierung ist im Türsturz zu erkennen. Das Gebäude wird heute als Gaststätte genutzt. Das Haus „Am Markt 5“ stellt als Bestandteil des denkmalwerten Ensembles des alten historischen Marktes ein Denkmal dar.